# Amós Ruiz Lecina
Amós Ruiz Lecina (Logroño, 11 de abril de 1897 - México, 28 de febrero de 1954) fue un catedrático y político socialista español.
Licenciado en Historia por la Universidad de Zaragoza, obtuvo el doctorado en la Central de Madrid. Trabajó como catedrático de Geografía e Historia en un instituto de enseñanza secundaria en Reus, hasta que se trasladó a otro centro en Madrid.
Desde joven fue militante del Partido Socialista Obrero Español (PSOE) y formó parte de la agrupación socialista de Tarragona y de la federación comarcal de la Unión General de Trabajadores (UGT). Fue elegido diputado a Cortes por la circunscripción electoral de Tarragona en las primeras elecciones generales de la Segunda República en 1931, renovando mandato en 1933 y 1936. En las Cortes votó a favor del Estatuto de autonomía catalán de 1932 y tomó partido por las posiciones de Esquerra Republicana de Catalunya en el conflicto por la aprobación por el Parlamento de Cataluña de la Ley de Contratos de Cultivo, primero anulada por el Tribunal de Garantías Constitucionales y después pactada con el Gobierno de España. También fue concejal del ayuntamiento de Tarragona (1931-1934). Fue detenido y preso durante cuatro meses en el barco-prisión Manuel Arnús, acusado de participar en la proclamación del Estado Catalán en octubre de 1934. Cuando se produjo el golpe de Estado de julio de 1936 que dio lugar a la Guerra Civil se encontraba en Pollensa, donde colaboró activamente para hacer fracasar el golpe. Durante la guerra fue Comisario General de Aviación y sobrevivió, exiliándose en México.